# Baxter County
Baxter County is een county in de Amerikaanse staat Arkansas.
De county heeft een landoppervlakte van 1.436 km² en telt 38.386 inwoners (volkstelling 2000). De hoofdplaats is Mountain Home.

## Bevolkingsontwikkeling

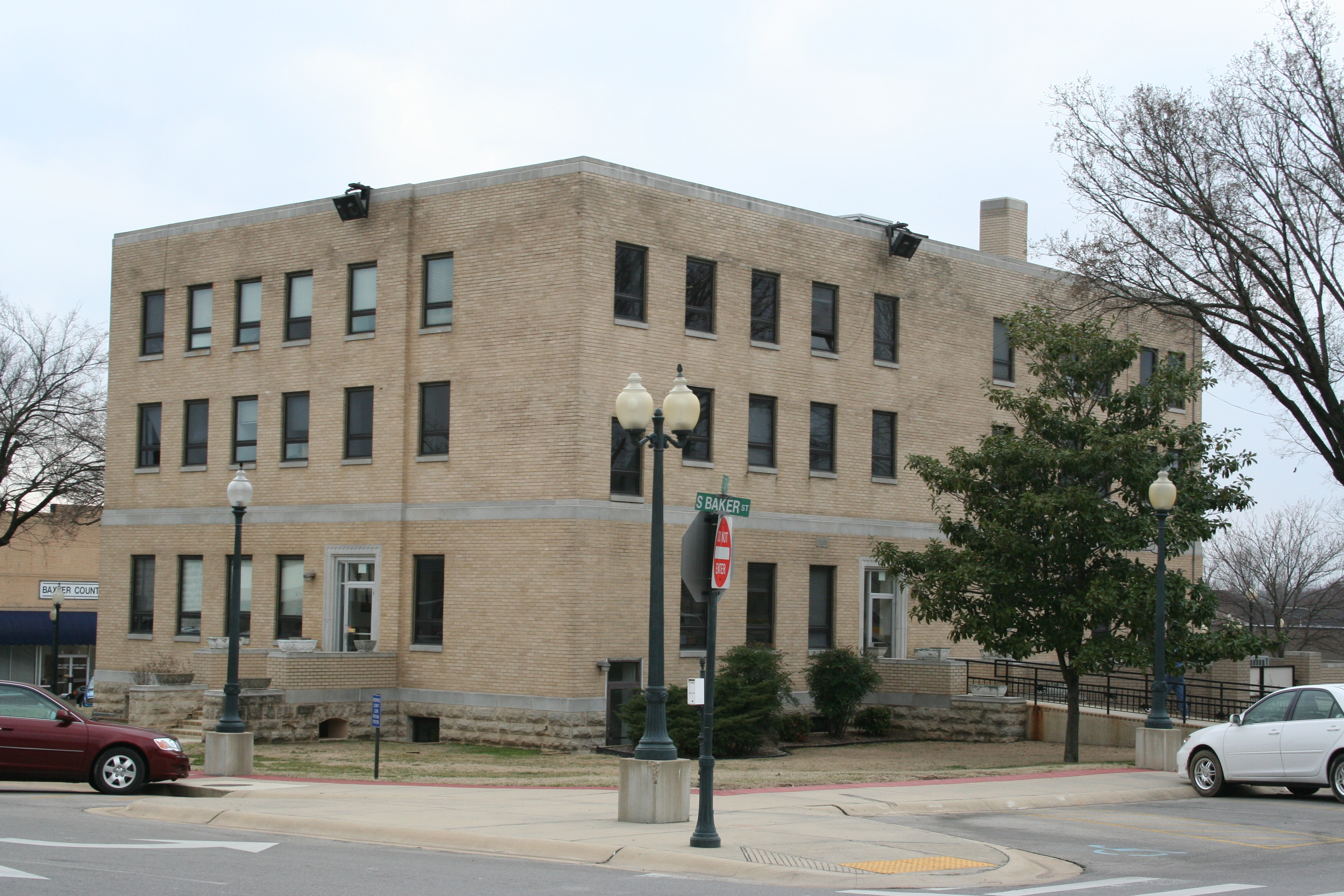
Baxter County Courthouse

## Plaatsen
| - Big Flat - Clarkridge - Cotter - East Cotter | - Gamaliel - Gassville - Harriet - Henderson | - Lakeview - Midway - Monkey Run - Mountain Home | - Norfork - Salesville - Whiteville |